# Forțele Terestre ale Republicii Moldova

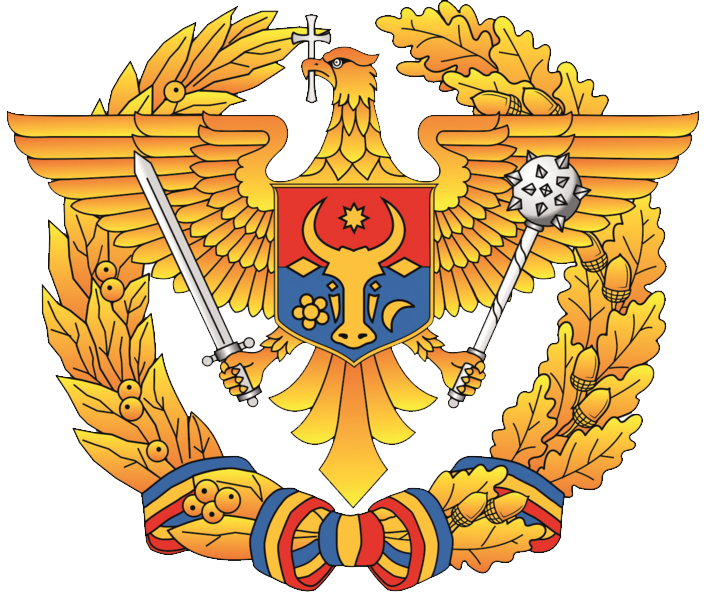
Emblema delle Forze armate moldave

L'Esercito Moldavo (Forțele Terestre ale Republicii Moldova) è l'arma terrestre delle Forze armate moldave.
All'inizio del 1994, l'esercito moldavo (sotto il Ministero della Difesa) era costituito da 9.800 uomini organizzati in tre brigate motorizzate, una brigata di artiglieria, e un battaglione di ricognizione/assalto. La Moldavia ha ricevuto alcune armi dalle scorte ex sovietiche mantenute sul territorio della repubblica, nonché una quantità indeterminata di armi dalla Romania, in particolare al culmine dei combattimenti con la Transnistria.
Dal 2006/07, l'esercito è stato ridotto ad una forza di 5710 uomini, tra cui tre brigate motorizzate, una brigata di artiglieria, e battaglioni indipendenti di FS e del Genio, oltre ad un'unità della guardia indipendente.

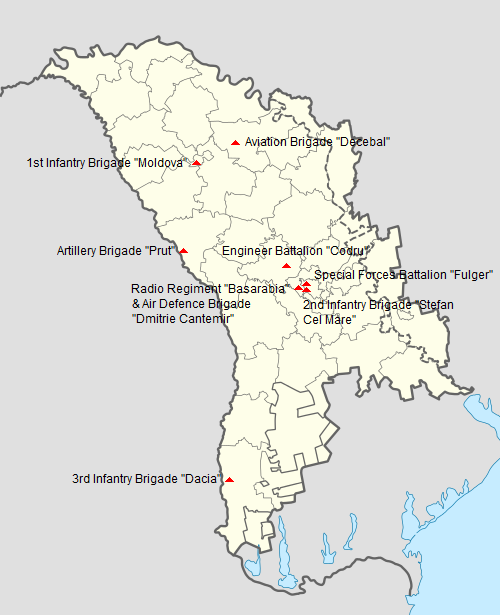
Ubicazione delle truppe terrestri moldave

Nel 2010, l'esercito fu ulteriormente ridotto a 5148 uomini (3176 militari di carriera e 1981 militari di leva) più 2379 paramilitari. La forza di riserva è costituita da 66.000 soldati.

## Organizzazione

### Fanteria
- 1ª Brigata motorizzata "Moldova"
- 2ª Brigata motorizzata "Ștefan cel Mare"
- 3ª Brigata motorizzata "Dacia"

### Artiglieria
- Battaglione artiglieria "Prut"

### Contraerea
- Reggimento missilistico contraereo "Dimitrie Cantemir"

### Genio
- Battaglione genio "Codru"

### Comunicazioni
- Reggimento comunicazioni "Basarabia"

### Forze speciali
- Battaglione speciale "Fulger"

### Forze cerimoniali
- Guardia d'onore